# Будинок Пачаджі
Будинок Пачаджі — пам'ятка архітектури місцевого значення в місті Бахчисарай, Автономна Республіка Крим. Перебуває на балансі Бахчисарайського історико-культурного заповідника. Охоронний № 3494. Розташований у центрі міста, неподалік від залізничного вокзалу. Мініатюрна копія будинку у масштабі 1:25 зберігається у Бахчисарайську парку мініатюр.

## Історія
Будинок належав купцеві 2-ї гільдії, почесному громадянину Бахчисарая, меценату та громадському діячеві Дмитру Іллічу Пачаджі. Ділянка, де був зведений будинок, належала родині Спіранде і розташовувалася на той час у передмісті Бахчисарая — Ескі-юрті. Будинок споруджений у 1908 році, добудований у 1910 році. Архітектор невідомий, імовірно, це був міський архітектор Табурін.
У 1924—1926 роках будинок націоналізували та передали Бахчисарайському відділу охорони здоров'я. Деякий час тут розташовувався пологовий будинок, пізніше — міська санепідстанція.
З 1998 року будинок закинутий і перебуває в аварійному стані.

## Опис
Будівля зведена на початку XX століття у модерністському стилі з елементами класичної східної архітектури. Будівля двоповерхова, має цокольний поверх, стіни декоровані різноманітними еркерними виступами та рослинним орнаментом, на першому поверсі — також рустовані. Фасад асиметричний, вікна прямокутні, прикрашені барельєфною ліпниною, кутові елементи другого поверху рустовані. Карниз під дахом оздоблений лінією кронштейнів і великими дентикулами.
Головний вхід розташований справа від центральної осі фасаду і має вигляд квадратної у плані вежі-мезоніну на двох колонах. На другому поверсі мезоніну розташований невеликий балкон, декорований різьбою, над балконним вікном — картуш із літерою «П» і рослинним орнаментом. Над балконом височіє квадратна вежа, оздоблена арковими вікнами (по три з кожного боку) у декоративному облямуванні. Вхідні двері прикрашені складним різьбленням. Первісно будівля мала три входи — головний із південно-східного боку, другий — із північно-східного, третій — із південного.
У лівій частині фасаду, на другому поверсі розташована засклена мансарда, прикрашена невеликим куполом у східному стилі, зі шпилем і флюгером із датою «1908».
В інтер'єрі будинку збереглися деякі елементи, зокрема, віконний вітраж.